# O Enigma da Pirâmide
O Enigma da Pirâmide (em inglês:  Young Sherlock Holmes) é um filme de aventura dos Estados Unidos de 1985, realizado por Barry Levinson.

## Sinopse
Em 1870, na Londres vitoriana, várias pessoas, após serem atingidas por um dardo, são afectadas por alucinações, as quais acabam por levá-las à morte.
É dentro deste contexto que Sherlock Holmes (Nicholas Rowe) e John Watson (Alan Cox) se conhecem, quando ainda são adolescentes e estudam numa escola pública inglesa, sendo que nesta mesma época Holmes soluciona o seu primeiro caso.

## Elenco
- Nicholas Rowe (Sherlock Holmes)
- Alan Cox (Dr. Watson)
- Sophie Ward (Elizabeth Hardy)
- Anthony Higgins (Rathe / Ehtar)
- Susan Fleetwood (Sra. Dribb)
- Freddie Jones (Cragwitch)
- Nigel Stock (Waxflatter)
- Roger Ashton-Griffiths (Lestrade)
- Earl Rhodes (Dudley)
- Brian Oulton (Mestre Snelgrove)
- Patrick Newell (Bentley Bobster)
- Donald Eccles (Reverendo Duncan Nesbitt)

## Prémios e indicações

### Prêmios
Saturn Awards
- Melhor música: Bruce Broughton - 1986[carece de fontes?]

### Indicações
Oscar
- Melhores efeitos especiais: 1986[carece de fontes?]

 Saturn Awards
- Melhor filme de fantasia: 1986[carece de fontes?]
- Melhor roteiro: Chris Columbus - 1986[carece de fontes?]